# Заречный (Свердловская область)
Заре́чный — город областного подчинения в Свердловской области России, административный центр одноимённого муниципального округа, спутник Белоярской АЭС.

## История
Распоряжением СМ СССР от 2 июля 1955 года об отводе земли под строительную площадку Белоярской ТЭС. Стройка объявлена Всесоюзной ударной комсомольской, а посёлок Первостроителей получил название Заречный.
В 1957 году Постановлением СМ и ЦК КПСС принято решение о строительстве атомной электростанции на площадке Белоярской ТЭС. Шесть лет потребовалось на создание гидроузла — Белоярского водохранилища. Проект первой в мире промышленной АЭС создавался под наблюдением И. В. Курчатова. Пуск 1-го энергоблока мощностью 100 МВт состоялся 26.04.1964 г., пуск 2-го энергоблока мощностью 200 МВт осуществлён 29.12.1967 г.
8 апреля 1980 года подключён к сети 3-й энергоблок Белоярской АЭС с реактором на быстрых нейтронах, БН-600. Он стал самым крупным в мире успешно эксплуатируемым энергоблоком с технологией ядерного цикла на быстрых нейтронах и натриевым теплоносителем. Велись работы по созданию инновационного проекта 4-го энергоблока, который позволил бы подойти к реализации основной идеи создания энергоблоков на быстрых нейтронах, реализации ядерного замкнутого топливного цикла.
18 июля 2006 г. начато строительство 4-го энергоблока Белоярской атомной станции, БН-800 («Белоярская-4»).
10 декабря 2015 г. подключён к сети 4-й энергоблок БАЭС с реактором на быстрых нейтронах, БН-800.
31 октября 2016 г. состоялся коммерческий запуск (включён в энергосистему страны) 4-го энергоблока атомной станции, БН-800.
Параллельно с созданием АЭС строился исследовательский реактор ИВВ-2, который стал одним из высокопоточных реакторов страны и основой НИИ —Свердловским филиалом НИКИЭТ. Он вошёл в тройку крупнейших исследовательских ядерных центров СССР.
В настоящее время исследовательский институт работает под названием институт Реакторных материалов (ИРМ). ИРМ специализируется на работах в сфере радиационного материаловедения, физики твёрдого тела. Институт производит более 10 видов изотопов, используемых в промышленности и медицине.

## География
Город Заречный расположен на восточном (правом) берегу крупнейшего в области Белоярского водохранилища, созданного на реке Пышме. Заречный находится в 40 километрах к востоку от Екатеринбурга.
По муниципальному округу Заречный проходят:
- автодорога Екатеринбург — Тюмень;
- автодорога областного значения: г. Екатеринбург — г. Тюмень- п. Студенческий — д. Большие Брусяны;
- автодороги местного значения: с. Мезенское — д. Курманка — д. Боярка; с. Мезенское — д. Курманка — д. Боярка — санаторий «Баженово»; с. Мезенское — г. Заречный; д. Боярка — гидроузел Белоярского водохранилища; с. Мезенское — станция «Баженово»;
- железные дороги: г. Екатеринбург — г. Тюмень; ст. Баженово — г. Асбест; разъезд Мезенский — д. Курманка.

Территория муниципального образования приурочена к зоне сочленения горной части Урала и Западно-Сибирской низменности, однородна в зональном отношении и располагается в южной подзоне тайги.
По геологическим данным на поверхности развиты отложения среднего палеозоя и различные интрузивные и субвулканические комплексы средне-позднего палеозоя, и лишь в крайней западной части на поверхность выходят образования позднего протерозоя. Геологическая обнажённость территории плохая, участки обнаружения коренных пород прослеживаются по берегам р. Пышмы. Высота скальных выходов в них достигает 10—30 метров.
В западной части территории холмисто-грядовой рельеф с высотными отметками 200—250 м.
Восточная часть представляет собой типичную слегка всхолмлённую равнину. На поверхности коренных пород широко развиты аллювиальные отложения, перекрывающиеся глинистыми осадками. В долинах рек развиты аллювиальные отложения. Распространены торфы, суглинны, супеси и гравий. На территории преобладают бурые лесные почвы разной степени задернованности и оторфованности. Почвы слабокислые, содержание гумуса — 7—15 %.
В гидрогеологическом отношении территория расположена в пределах Тобольского артезианского бассейна. Гидросеть образована рекой Пышмой с мелкими притоками (р. Камышенка, р. Мезенка, р. Каменка), входящей в бассейн р. Туры. Русло реки Пышмы умеренно — извилистое, шириной от 5 до 40 метров. Река спокойная, скорость течения около 0,3 м/сек.
В северо-западной части располагается крупное Белоярское водохранилище, площадью 37,1 км². климат умеренно континентальный, температура в пределах от −40 зимой до +37 летом. Площадь, покрытая лесом — 16025 гектар, основные породы: сосна, берёза, осина, липа.
На территории 15 месторождений полезных ископаемых, из них значительные: Гагарское золоторудное, Курманское месторождение гранитов, месторождение подземных вод, камнесамоцветное сырьё и др.
По климатическим условиям территория относится к типу умеренно континентальных. Зима холодная, продолжительная, снежный покров держится с октября по апрель. Мощность покрова от 0,5 до 0,8 м. Промерзание грунта до 1,5 м. Территория относится к зоне достаточного увлажнения. Преобладают ветры северо-западного, западного и юго-западного направлений.
В местных лесах встречаются различные лекарственные растения, зверобой продырявленный, таволга вязолистная, купена лекарственная, буквица, лапчатка прямостоячая, черника, земляника, малина и др. Из редких растений, занесённых в региональную Красную книгу, можно отметить: венерин башмачок пятнистый, горицвет весенний, лилия кудреватая, тимьян ползучий и некоторые другие. Все они одновременно являются и лекарственными растениями, поэтому нуждаются в особой охране.
Животный мир территории характерен для южнотаёжной подзоны Уральского региона, однако он значительно обеднён по видовому составу. Причиной этого является непосредственная близость крупных промышленных центров, транспортная доступность. Из копытных здесь повсеместно встречается лось, который в последнее время интенсивно стал повреждать лесные культуры сосны, что говорит о необходимости разработки мероприятий по регулированию численности этого вида. Здесь также встречается заяц-беляк, белка, крот, куница, норка и др. виды. Загрязнение природной среды муниципального образования техногенными продуктами происходит, в основном, за счёт промышленных предприятий, находящихся в радиусе 50 км от г. Заречного и объектов сельскохозяйственного производства. Особенно значительной антропогенной нагрузке подвержены поверхностные и частично подземные воды, а также атмосферный воздух. Значение ряда химических веществ превышает предельно допустимые концентрации.
Данная территория относится к III-ей зоне потенциала загрязнения атмосферы, в целом находится под влиянием выбросов в атмосферу многочисленными предприятиями городов: Екатеринбурга, Верхней Пышмы, Берёзовского, Асбеста и др. Однако уровень загрязнения атмосферного воздуха в пределах данной зоны неоднороден. Влияние этих источников ослаблено благодаря расстоянию и защитному действию лесных массивов.
Благоприятные климатические и лесорастительные условия, а также особенности гидрологического режима позволяют использовать данную территорию в рекреационных целях для большинства населения не только городского округа Заречный, но и других городов Урала.

## Население
| 1959    | 1970    | 1979    | 1989    | 1998    | 2000    | 2001    | 2002    |
| ------- | ------- | ------- | ------- | ------- | ------- | ------- | ------- |
| 8932    | ↗13 301 | ↗16 649 | ↗27 675 | ↗29 800 | →29 800 | ↘29 700 | ↘27 914 |
| 2003    | 2005    | 2006    | 2007    | 2008    | 2009    | 2010    | 2011    |
| ↘27 900 | ↘27 600 | ↘27 400 | ↗27 500 | ↘27 300 | ↗27 301 | ↘26 820 | ↘26 800 |
| 2012    | 2013    | 2014    | 2015    | 2016    | 2017    | 2018    | 2019    |
| ↗26 900 | ↗27 115 | ↗27 351 | ↗27 619 | ↘27 608 | ↗27 617 | ↘27 595 | ↗27 795 |
| 2020    | 2021    | 2023    |         |         |         |         |         |
| ↗27 898 | ↗28 112 | ↗28 517 |         |         |         |         |         |

На 1 января 2025 года по численности населения город находился на 514-м месте из 1124 городов Российской Федерации.

## Промышленность
- Белоярская АЭС
- Институт реакторных материалов
- СПК «Мезенское»
- «Уралатомэнергоремонт» — филиал АО «Атомэнергоремонт» (ремонт и наладка оборудования атомных станций)
- Производственная компания «Контур» (производство полипропиленовых труб и фитингов)
- Группа компаний «Континенталь» (нержавеющий металлопрокат)
- ООО "ПГС-Сервис" (производство поверочных газовых смесей и газов особой чистоты).
- Производственная компания «Jumbo мебель» (производство корпусной мебели)
- ООО «Регион-Пресс» («Домашняя газета»)
- Крафтовая пивоварня Jaws Brewery[24]
- АО «Газпром газораспределение Екатеринбург» Архивная копия от 30 мая 2019 на Wayback Machine Белоярский участок по ЭГХ
- Белоярское монтажное управление Акционерное Общество Производственное Объединение «УралЭнергоМонтаж» (БМУ АО "ПО «УЭМ»)

## Культура
В 1980-х годах в Заречном активно работал киноклуб «Фильм». В нём собирались любители и ценители кино, устраивали просмотры с последующим обсуждением не только отечественных, но и зарубежных фильмов. Постоянные участники клуба регулярно встречались со своими коллегами из других городов: Москвы, Вильнюса, Риги и других. Некоторые зареченцы вспоминали, что ездили на эти встречи целыми вагонами. В декабре 1990 и 1991 годов в Заречном проходил кинофестиваль «Лики», организаторами которого выступили руководство города, федерация киноклубов, а также спонсор фестиваля — совместная советско-французская фирма Quorus.
Цирковая студия «Арена» основана в 1978 году под руководством Казанцева А. А. В 1988 году под руководством Зуевой Э. А. коллективу было присвоено звание «Народный». Цирковая студия «Арена» — лауреат Всероссийских и Международных фестивалей-конкурсов.

### Атомная провинция
В 1991 году жители Заречного Анатолий Вяткин, Виктор Давыдов и Сергей Павлушин основали арт-группу «Атомная провинция». Творческое объединение вошло в историю уральского современного искусства благодаря активной творческой деятельности в области перформанса, видеоарта, дизайна, а также живописи и графики. Появление «Атомной провинции» связывают с кинофестивалем «Лики».  Объединение выполняло оформительские и дизайнерские заказы, сотрудничая с фестивалями и предприятиями Заречного, параллельно показывая собственные графические и живописные работы. Продолжая работать вместе, художники создают первые перформативные проекты, показывают их на площадках в Екатеринбурге. При поддержке местной мэрии на базе ДК «Ровесник» начинает действовать галерея «Атомная провинция», а художники становятся организаторами выставок, пробуют развивать арт-рынок. Работая в Заречном, они поддерживали тесные связи с художественным сообществом Екатеринбурга и стали его важной частью. Первый проект «Семь дней из жизни птиц» (1991) проходил без публики, подробный сценарный план и фотодокументация позволяют судить о концептуализации повседневных действий, исполненных участниками, и осмыслении значимости жеста художника. Наиболее известный перформанс «Исkunstво» (1993, совместно с Арно Ёрн и Мартин Вальх), напротив, был направлен на соучастие зрителей и состоялся на городской площади перед ДК «Ровесник» в г. Заречный. Ближе к концу десятилетия Виктор Давыдов и Анатолий Вяткин начинают свое творческое сотрудничество со студией Ю-7, для которой на протяжении нескольких лет готовят и снимают короткие видеоролики, названные «арт-клипами» — ранние опыты видеоарта на Урале. Постепенно совместная групповая работа исчерпалась, в 2000-е все участники коллектива занялись самостоятельными проектами. Сергей Павлушин ушел из жизни в 2016 году, а за несколько лет до этого практически прервал свою творческую деятельность. Анатолий Вяткин и Виктор Давыдов по-прежнему живут и работают в Заречном («Атомная провинция»: краткая история арт-группы из Заречного, ЕМИИ. 29.08.2022).

## Спорт

### Футбол
Футбол в Заречном на протяжении всего советского времени был популярнейшим видом спорта. В областных турнирах посёлок, а позже и город был представлен ФК «Электрон». Долгие годы любительскую команду, собранную из местных воспитанников, возглавлял Галинуров Евгений Максимович. После распада СССР наивысшим достижением «Электрона» стал выход на Чемпионат России среди клубов КФК в 1996 году. В 1999 году был создан «Заречный Плюс», куда вошли футболисты «Электрона» и «Команды Плюс». Руководителем команды выступил Алексей Жиляков. В сезоне 2000 года команда заняла четвёртое место в Чемпионате Свердловской области. В 2001 году футбольный клуб «Заречный Плюс» прекратил своё существование.

#### ФК «Заречный»
«Заречный» — футбольный клуб, выступавший в Первенстве Свердловской области по футболу, был образован 2 апреля 2019 года. В сезоне 2019 коллектив из Заречного занял 8 место, прорвавшись в финальную часть первенства. По ходу сезона состав команды менялся, но основную обойму составили Владислав Махаев, Самвел Алексанян, Дмитрий Девятков, Иван Макаров, Евгений Яблоков, Плюхин Владимир, Владислав Писцов, Сергей Сидоркин, Илья Чесноков, Евгений Карамышев, Роман Кошелев, Денис Созинов, Станислав Созинов, Константин Непряхин, Евгений Коснырев, Павел Равдин, Дмитрий Равдин, Артём Братко, Алексей Мамренко, Игорь Гавриков, Мирза Гасанов, Иван Усов и Сергей Бабенко. Первый гол в истории клуба был оформлен на 19-й минуте Алексеем Мамренко в матче с ФК «Реж-Хлеб».
Федерация футбола Свердловской области признала главного тренера «Заречного» Сергея Бабенко победителем в номинации «тренер-открытие». По итогам голосования на странице клуба ВКонтакте лучшим игроком сезона был признан полузащитник Алексей Мамренко, забивший восемь голов. «Заречный» — единственная команда в Первенстве Свердловской области, ведущая прямые трансляции своих матчей.
Домашним стадионом клуба являлся спортивный комплекс «Электрон», рассчитанный на пять тысяч болельщиков.
Традиционными цветами команды являются жёлтый, зелёный и золотистый. В дебютный сезон основная форма команды была выполнена в красно-чёрных цветах, гостевой комплект состоял из белых футболок с надписью «Заречный» на груди и чёрных трусов.
Первая эмблема клуба была придумана в 2019 году. В 2020 году логотип был изменён, дизайнером выступил Дмитрий Кренёв, подаривший новую эмблему клубу. Большое внимание в новом логотипе было уделено символам города. Щит напоминает сечение стержня в конструкции атомного реактора. В верхней части логотипа расположен символ атома, схожий с лепестком подсолнечника, изображённого на гербе города. Золотистые линии слева — трубы главного корпуса Белоярской АЭС в символическом исполнении. Буква «З», первая буква в названии города, присутствует, как в надписи сверху, так и вынесена отдельно, напоминая русло реки Пышмы.
Цвета клуба
| жёлтый | зелёный |

#### СК «Феникс»
В 2021 году ФК «Заречный» был расформирован. На базе «Заречного» была создана футбольная команда спортивного клуба «Феникс», выступающая в Чемпионате Свердловской области по футболу среди мужских команд Второй группы. Основными цветами команды стали красный, чёрный и белый. В сезоне 2021 команда заняла 6 место.

## Галерея

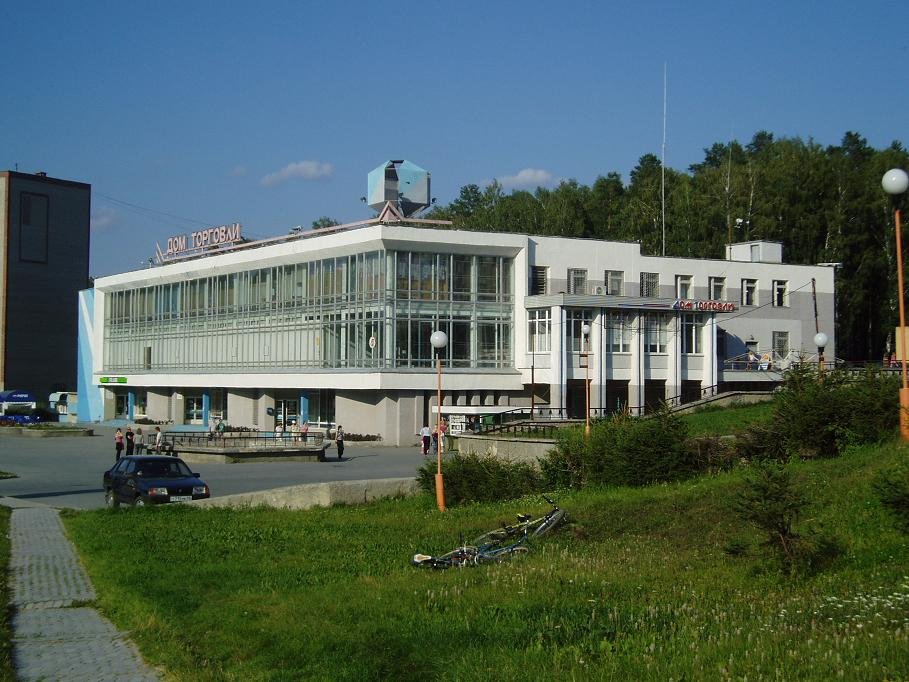
Торговый центр
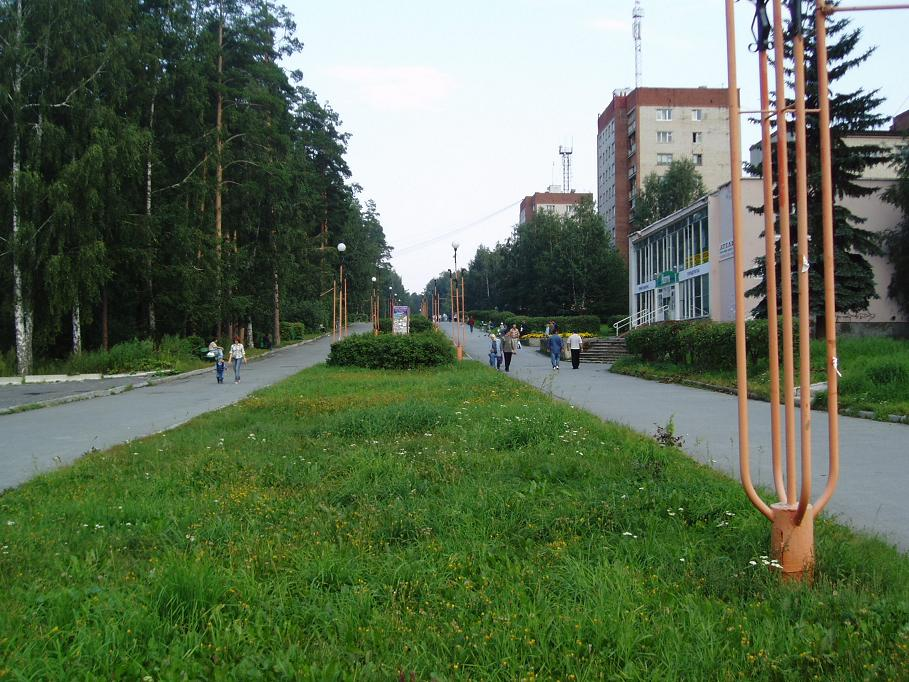
Бульвар
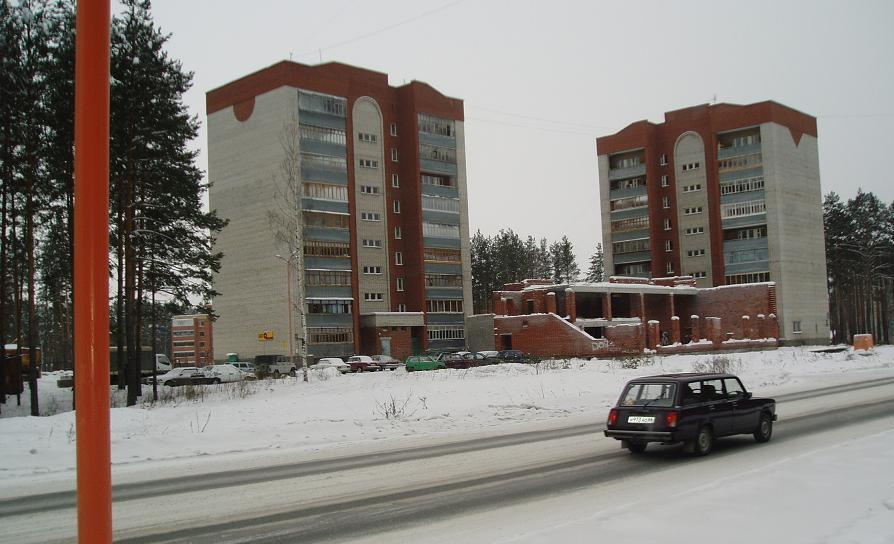
Зима в Заречном
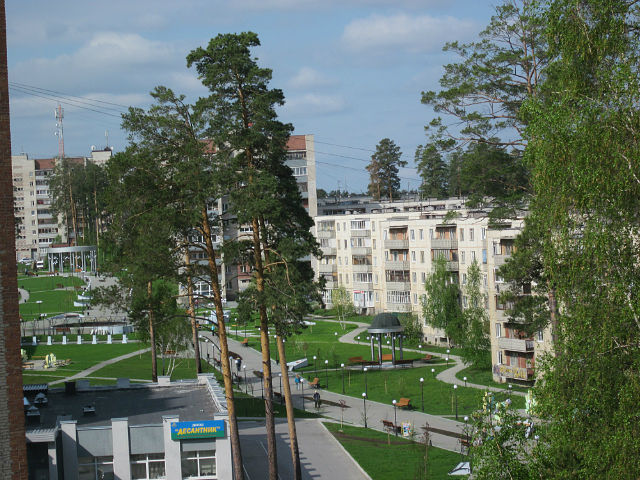
Бульвар Алещенкова
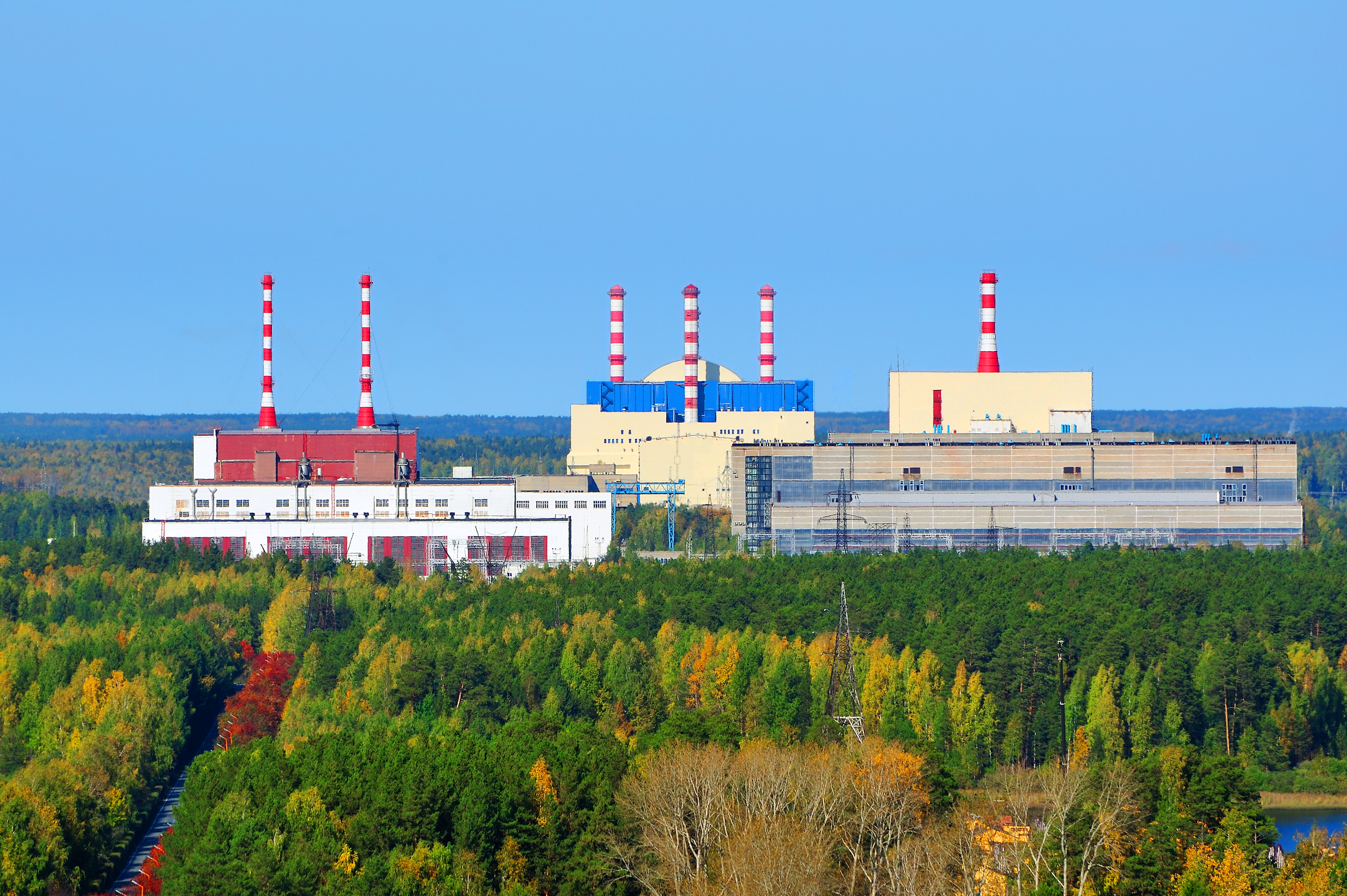
Белоярская АЭС имени И. В. Курчатова

## Города-побратимы
- Славутич (Украина)[29](До 2014 года)
- Та́хов (Чехия)